# 1991 en aéronautique
Chronologie de l'aéronautique
- 1987
- 1988
- 1989
- 1990
- 1991
- 1992
- 1993
- 1994
- 1995

Cet article présente les faits marquants de l'année 1991 en aéronautique.

## Événements
- 16 janvier : premières offensives sur le Koweït dans le cadre de l'opération Tempête du désert.
- 18 janvier : dissolution de la compagnie aérienne américaine Eastern Air Lines.
- 28 février : fin de la guerre du Golfe.
- 4 avril : premier vol de l'hydravion amphibie américain Wilson Global Explorer destiné à l'exploration des zones éloignées.
- 27 avril : premier vol de l'hélicoptère de combat Eurocopter EC-665 Tigre.
- 10 mai : premier vol d'un Bombardier Canadair Regional Jet.
- 19 mai : premier vol du prototype du Dassault Rafale.
- 24 mai : lors de l'opération Salomon, un Boeing 747 de la compagnie El Al emporte 1 087 passagers d'Éthiopie en Israël. Il s'agit du plus grand nombre de personnes transportées par un seul appareil ; l'appareil n'étant pas censé emporter plus  de 760 passagers.
- 31 mai : premier vol de l'avion d'affaires suisse Pilatus PC-12.
- 15 septembre : premier vol du McDonnell Douglas C-17 Globemaster III.
- 25 octobre : premier vol de l'Airbus A340.
- 19 novembre : Record du monde de vitesse sur base de trois kilomètres (372 km/h) pour un hélicoptère sur un SA365 N équipé de moteur Turboméca Arriel 1X. Ce record du monde de vitesse est établi sur la base de trois kilomètres.
- 26 novembre : premier vol du superstatoréacteur russe Kholod.
- 4 décembre : banqueroute pour la compagnie aérienne américaine Pan Am qui cesse son activé après 63 années de service.
- 23 décembre : premier vol de l'hélicoptère Kaman K-Max.